# Boarmia nobilitaria
Boarmia nobilitaria là một loài bướm đêm trong họ Geometridae.